# Eisschnelllauf-Weltcup 1991/92
Der Eisschnelllauf-Weltcup 1991/92 wurde für Frauen und Männer an acht Weltcupstationen in neun Ländern ausgetragen. Die Saison begann am 22. November 1991 und endete am 14. März 1992. Hier wurden von Frauen Strecken von 500 bis 3.000 und der Männer von 500 bis 10.000 Meter gelaufen.
Siehe auch: Liste der Gesamtweltcupsieger im Eisschnelllauf

## Wettbewerbe

### Frauen

#### Weltcup-Übersicht
| Datum                                                                                     | Ort                                       | Disziplin          | Sieger        | Zweiter           | Dritter              |
| ----------------------------------------------------------------------------------------- | ----------------------------------------- | ------------------ | ------------- | ----------------- | -------------------- |
| 22. Bis 24. Nov. 1991                                                                     | Berlin (Sportforum Hohenschönhausen)      | 500 m              | Bonnie Blair  | Ye Qiaobo         | Christine Aaftink    |
| 22. Bis 24. Nov. 1991                                                                     | Berlin (Sportforum Hohenschönhausen)      | 1.000 m            | Bonnie Blair  | Monique Garbrecht | Anke Baier           |
| 22. Bis 24. Nov. 1991                                                                     | Berlin (Sportforum Hohenschönhausen)      | 1.500 m            | Gunda Niemann | Emese Hunyady     | Jacqueline Börner    |
| 22. Bis 24. Nov. 1991                                                                     | Berlin (Sportforum Hohenschönhausen)      | 3.000 m            | Gunda Niemann | Lia van Schie     | Carla Zijlstra       |
| 30. Nov. Bis 1. Dez. 1991                                                                 | Warschau (Tor Stegny)                     | 500 m (30. Nov.)   | Bonnie Blair  | Christine Aaftink | Angela Hauck         |
| 30. Nov. Bis 1. Dez. 1991                                                                 | Warschau (Tor Stegny)                     | 1.000 m (30. Nov.) | Bonnie Blair  | Christine Aaftink | Edel Therese Høiseth |
| 30. Nov. Bis 1. Dez. 1991                                                                 | Warschau (Tor Stegny)                     | 1.500 m (1. Dez.)  | Emese Hunyady | Sandra Voetelink  | Emese Antal          |
| 30. Nov. Bis 1. Dez. 1991                                                                 | Warschau (Tor Stegny)                     | 3.000 m (1. Dez)   | Emese Hunyady | Claudia Pechstein | Emese Antal          |
| 7. Bis 8. Dez. 1991                                                                       | Albertville (Stade de Patinage Olympique) | 500 m (7. Dez.)    | Bonnie Blair  | Christine Aaftink | Angela Hauck         |
| 7. Bis 8. Dez. 1991                                                                       | Albertville (Stade de Patinage Olympique) | 1.000 m (7. Dez.)  | Ye Qiaobo     | Monique Garbrecht | Angela Hauck         |
| 7. Bis 8. Dez. 1991                                                                       | Albertville (Stade de Patinage Olympique) | 1.500 m (8. Dez.)  | Gunda Niemann | Emese Hunyady     | Monique Garbrecht    |
| 7. Bis 8. Dez. 1991                                                                       | Albertville (Stade de Patinage Olympique) | 3.000 m (8. Dez.)  | Gunda Niemann | Heike Warnicke    | Emese Hunyady        |
| 11. Bis 12. Jan. 1992                                                                     | Klobenstein (Ritten Arena)                | 500 m (11. Jan.)   | Bonnie Blair  | Ye Qiaobo         | Monique Garbrecht    |
| 11. Bis 12. Jan. 1992                                                                     | Klobenstein (Ritten Arena)                | 1.000 m (11. Jan.) | Bonnie Blair  | Christine Aaftink | Monique Garbrecht    |
| 11. Bis 12. Jan. 1992                                                                     | Klobenstein (Ritten Arena)                | 1.500 m (12. Jan.) | Emese Hunyady | Gunda Niemann     | Heike Warnicke       |
| 11. Bis 12. Jan. 1992                                                                     | Klobenstein (Ritten Arena)                | 3.000 m (12. Jan.) | Gunda Niemann | Heike Warnicke    | Emese Hunyady        |
| Mehrkampfeuropameisterschaft in Heerenveen (Thialf), 17.–19. Januar 1992                  |                                           |                    |               |                   |                      |
| Olympische Winterspiele in Albertville (Stade de Patinage Olympique), 8.–23. Februar 1992 |                                           |                    |               |                   |                      |
| Sprintweltmeisterschaft in Oslo (Valle Hovin), 29. Februar – 1. März 1992                 |                                           |                    |               |                   |                      |
| Mehrkampfweltmeisterschaft in Heerenveen (Thialf), 7.–8. März 1992                        |                                           |                    |               |                   |                      |
| 13. Bis 14. Mär. 1992                                                                     | Inzell (Eisstadion Inzell)                | 1.000 m            | Bonnie Blair  | Ye Qiaobo         | Anke Baier           |
| 13. Bis 14. Mär. 1992                                                                     | Inzell (Eisstadion Inzell)                | 1.500 m            | Gunda Niemann | Emese Hunyady     | Else Ragni Yttredal  |
| 13. Bis 14. Mär. 1992                                                                     | Inzell (Eisstadion Inzell)                | 3.000 m            | Gunda Niemann | Emese Hunyady     | Heike Warnicke       |
| 13. Bis 14. Mär. 1992                                                                     | Inzell (Eisstadion Inzell)                | 5.000 m            | Gunda Niemann | Carla Zijlstra    | Heike Warnicke       |
| 13. Bis 14. Mär. 1992                                                                     | Inzell (Eisstadion Inzell)                | 500 m (13. Mär.)   | Bonnie Blair  | Ye Qiaobo         | Christa Luding       |
| 13. Bis 14. Mär. 1992                                                                     | Inzell (Eisstadion Inzell)                | 500 m (14. Mär.)   | Ye Qiaobo     | Bonnie Blair      | Angela Hauck         |

#### 500 Meter
(Endstand: Nach 6 Rennen)
| Rang | Name                  | Land                | Punkte |
| ---- | --------------------- | ------------------- | ------ |
| 1    | Bonnie Blair          | Vereinigte Staaten  | 122    |
| 2    | Ye Qiaobo             | Volksrepublik China | 116    |
| 3    | Angela Hauck          | Deutschland         | 92     |
| 4    | Christine Aaftink     | Niederlande         | 90     |
| 5    | Monique Garbrecht     | Deutschland         | 88     |
| 6    | Christa Luding        | Deutschland         | 84     |
| 7    | Susan Auch            | Kanada              | 71     |
| 8    | Anke Baier            | Deutschland         | 65     |
| 9    | Sandra Voetelink      | Niederlande         | 51     |
| 10   | Shelley Rhead-Skarvan | Kanada              | 44     |
|      |                       |                     |        |
| 17   | Christina Zummack     | Deutschland         | 30     |
| 17   | Sabine Völker         | Deutschland         | 30     |
| 30   | Emese Hunyady         | Österreich          | 4      |

#### 1.000 Meter
(Endstand: Nach 5 Rennen)
| Rang | Name                 | Land                | Punkte |
| ---- | -------------------- | ------------------- | ------ |
| 1    | Bonnie Blair         | Vereinigte Staaten  | 100    |
| 2    | Ye Qiaobo            | Volksrepublik China | 83     |
| 3    | Monique Garbrecht    | Deutschland         | 80     |
| 4    | Christine Aaftink    | Niederlande         | 73     |
| 5    | Anke Baier           | Deutschland         | 70     |
| 6    | Angela Hauck         | Deutschland         | 67     |
| 7    | Christa Luding       | Deutschland         | 57     |
| 8    | Edel Therese Høiseth | Norwegen            | 54     |
| 9    | Michelle Kline       | Vereinigte Staaten  | 46     |
| 10   | Sandra Voetelink     | Niederlande         | 46     |
|      |                      |                     |        |
| 14   | Sabine Völker        | Deutschland         | 29     |
| 17   | Christina Zummack    | Deutschland         | 18     |
| 22   | Emese Antal          | Österreich          | 15     |

#### 1.500 Meter
(Endstand: Nach 5 Rennen)
| Rang | Name                              | Land                 | Punkte |
| ---- | --------------------------------- | -------------------- | ------ |
| 1    | Gunda Niemann                     | Deutschland          | 97     |
| 2    | Emese Hunyady                     | Österreich           | 94     |
| 3    | Bonnie Blair                      | Vereinigte Staaten   | 62     |
| 4    | Jacqueline Börner                 | Deutschland          | 60     |
| 5    | Lia van Schie Else Ragni Yttredal | Niederlande Norwegen | 56     |
| 7    | Heike Warnicke                    | Deutschland          | 54     |
| 8    | Jasmin Krohn                      | Schweden             | 50     |
| 9    | Sandra Voetelink                  | Niederlande          | 48     |
| 10   | Emese Antal                       | Österreich           | 46     |
|      |                                   |                      |        |
| 12   | Monique Garbrecht                 | Deutschland          | 38     |
| 14   | Sabine Völker                     | Deutschland          | 28     |
| 26   | Claudia Pechstein                 | Deutschland          | 10     |
| 27   | Ulrike Adeberg                    | Deutschland          | 10     |

#### 3.000 Meter
(Endstand: Nach 6 Rennen)
| Rang | Name                            | Land              | Punkte |
| ---- | ------------------------------- | ----------------- | ------ |
| 1    | Gunda Niemann                   | Deutschland       | 125    |
| 2    | Emese Hunyady                   | Österreich        | 103    |
| 3    | Heike Warnicke                  | Deutschland       | 102    |
| 4    | Carla Zijlstra                  | Niederlande       | 92     |
| 5    | Lia van Schie                   | Niederlande       | 82     |
| 6    | Jasmin Krohn                    | Schweden          | 72     |
| 7    | Claudia Pechstein               | Deutschland       | 65     |
| 8    | Mihaela Dascălu Anette Tønsberg | Rumänien Norwegen | 63     |
| 10   | Elena Belci-Dal Farra           | Italien           | 46     |
|      |                                 |                   |        |
| 12   | Emese Antal                     | Österreich        | 35     |
| 14   | Jacqueline Börner               | Deutschland       | 34     |
| 25   | Ulrike Adeberg                  | Deutschland       | 12     |
| 26   | Stefanie Teeuwen                | Deutschland       | 11     |

### Männer

#### Weltcup-Übersicht
| Datum                                                                                     | Ort                                    | Disziplin          | Sieger                  | Zweiter           | Dritter            |
| ----------------------------------------------------------------------------------------- | -------------------------------------- | ------------------ | ----------------------- | ----------------- | ------------------ |
| 22. Bis 24. Nov. 1991                                                                     | Berlin (Sportforum Hohenschönhausen)   | 1.000 m            | Igor Schelesowski       | Toshiyuki Kuroiwa | Peter Adeberg      |
| 22. Bis 24. Nov. 1991                                                                     | Berlin (Sportforum Hohenschönhausen)   | 1.500 m            | Falko Zandstra          | Johann Olav Koss  | Peter Adeberg      |
| 22. Bis 24. Nov. 1991                                                                     | Berlin (Sportforum Hohenschönhausen)   | 5.000 m            | Johann Olav Koss        | Geir Karlstad     | Bart Veldkamp      |
| 22. Bis 24. Nov. 1991                                                                     | Berlin (Sportforum Hohenschönhausen)   | 500 m              | Uwe-Jens Mey            | Dan Jansen        | Igor Schelesowski  |
| 22. Bis 24. Nov. 1991                                                                     | Berlin (Sportforum Hohenschönhausen)   | 500 m              | Dan Jansen Uwe-Jens Mey |                   | Toshiyuki Kuroiwa  |
| 30. Nov. Bis 1. Dez. 1991                                                                 | Heerenveen (Thialf)                    | 500 m (30. Nov.)   | Dan Jansen              | Uwe-Jens Mey      | Toshiyuki Kuroiwa  |
| 30. Nov. Bis 1. Dez. 1991                                                                 | Heerenveen (Thialf)                    | 5.000 m (30. Nov.) | Geir Karlstad           | Johann Olav Koss  | Bart Veldkamp      |
| 30. Nov. Bis 1. Dez. 1991                                                                 | Heerenveen (Thialf)                    | 1.000 m            | Igor Schelesowski       | Andrei Bachwalow  | Toshiyuki Kuroiwa  |
| 30. Nov. Bis 1. Dez. 1991                                                                 | Heerenveen (Thialf)                    | 500 m (1. Dez.)    | Uwe-Jens Mey            | Dan Jansen        | Yasunori Miyabe    |
| 30. Nov. Bis 1. Dez. 1991                                                                 | Heerenveen (Thialf)                    | 1.500 m (1. Dez.)  | Rintje Ritsma           | Ådne Søndrål      | Michael Hadschieff |
| 30. Nov. Bis 1. Dez. 1991                                                                 | Heerenveen (Thialf)                    | 10.000 m (1. Dez.) | Robert Vunderink        | Bart Veldkamp     | Geir Karlstad      |
| 11. Bis 12. Jan. 1992                                                                     | Davos (Eisstadion Davos)               | 500 m (11. Jan.)   | Dan Jansen              | Uwe-Jens Mey      | Toshiyuki Kuroiwa  |
| 11. Bis 12. Jan. 1992                                                                     | Davos (Eisstadion Davos)               | 1.000 m            | Eric Flaim              | Toshiyuki Kuroiwa | Uwe-Jens Mey       |
| 11. Bis 12. Jan. 1992                                                                     | Davos (Eisstadion Davos)               | 1.500 m            | Falko Zandstra          | Rintje Ritsma     | Johann Olav Koss   |
| 11. Bis 12. Jan. 1992                                                                     | Davos (Eisstadion Davos)               | 5.000 m            | Geir Karlstad           | Bart Veldkamp     | Johann Olav Koss   |
| 11. Bis 12. Jan. 1992                                                                     | Davos (Eisstadion Davos)               | 500 m (12. Jan.)   | Uwe-Jens Mey            | Dan Jansen        | Yasunori Miyabe    |
| Mehrkampfeuropameisterschaft in Heerenveen (Thialf), 17.–19. Januar 1992                  |                                        |                    |                         |                   |                    |
| Olympische Winterspiele in Albertville (Stade de Patinage Olympique), 8.–23. Februar 1992 |                                        |                    |                         |                   |                    |
| Sprintweltmeisterschaft in Oslo (Valle Hovin), 29. Februar – 1. März 1992                 |                                        |                    |                         |                   |                    |
| 7. Bis 8. Mär. 1992                                                                       | Savalen (Savalen Kunstis)              | 500 m (7. Mär.)    | Dan Jansen              | Yasunori Miyabe   | Masahiro Yuki      |
| 7. Bis 8. Mär. 1992                                                                       | Savalen (Savalen Kunstis)              | 1.000 m (7. Mär.)  | Igor Schelesowski       | Toshiyuki Kuroiwa | Yukinori Miyabe    |
| 7. Bis 8. Mär. 1992                                                                       | Savalen (Savalen Kunstis)              | 500 m (8. Mär.)    | Igor Schelesowski       | Toshiyuki Kuroiwa | Dan Jansen         |
| 7. Bis 8. Mär. 1992                                                                       | Savalen (Savalen Kunstis)              | 1.000 m (8. Mär.)  | Igor Schelesowski       | Toshiyuki Kuroiwa | Yasunori Miyabe    |
| 14. Bis 15. Mär. 1992                                                                     | Québec (Gaétan Boucher Oval)           | 1.500 m            | Johann Olav Koss        | Falko Zandstra    | Ådne Søndrål       |
| 14. Bis 15. Mär. 1992                                                                     | Québec (Gaétan Boucher Oval)           | 5.000 m            | Bart Veldkamp           | Johann Olav Koss  | Geir Karlstad      |
| Mehrkampfweltmeisterschaft in Calgary (Olympic Oval), 21.–22. März 1992                   |                                        |                    |                         |                   |                    |
| 27. Bis 28. Mär. 1992                                                                     | Butte (US High Mountain Altitude Rink) | 1.000 m            | Yasunori Miyabe         | Yuji Fujimoto     | Nick Thometz       |
| 27. Bis 28. Mär. 1992                                                                     | Butte (US High Mountain Altitude Rink) | 1.500 m            | Peter Adeberg           | Falko Zandstra    | Arjan Schreuder    |
| 27. Bis 28. Mär. 1992                                                                     | Butte (US High Mountain Altitude Rink) | 5.000 m            | Rintje Ritsma           | Falko Zandstra    | Thomas Bos         |
| 27. Bis 28. Mär. 1992                                                                     | Butte (US High Mountain Altitude Rink) | 10.000 m           | Thomas Bos              | Kazuhiro Satō     | Falko Zandstra     |
| 27. Bis 28. Mär. 1992                                                                     | Butte (US High Mountain Altitude Rink) | 500 m              | Yasunori Miyabe         | Dan Jansen        | Masahiro Yuki      |
| 27. Bis 28. Mär. 1992                                                                     | Butte (US High Mountain Altitude Rink) | 500 m              | Dan Jansen              | Yasunori Miyabe   | Toshiyuki Kuroiwa  |

#### 500 Meter
(Endstand: Nach 10 Rennen)
| Rang | Name                              | Land                          | Punkte |
| ---- | --------------------------------- | ----------------------------- | ------ |
| 1    | Dan Jansen                        | Vereinigte Staaten            | 213    |
| 2    | Yasunori Miyabe Toshiyuki Kuroiwa | Japan                         | 174    |
| 4    | Uwe-Jens Mey                      | Deutschland                   | 144    |
| 5    | Gerard van Velde                  | Niederlande                   | 121    |
| 6    | Igor Schelesowski                 | Sowjetunion / ab 1992 Belarus | 109    |
| 7    | Yuji Fujimoto                     | Japan                         | 101    |
| 8    | Guy Thibault                      | Kanada                        | 96     |
| 9    | Nick Thometz                      | Vereinigte Staaten            | 95     |
| 10   | Alexander Golubew                 | Sowjetunion                   | 88     |
|      |                                   |                               |        |
| 15   | Jörg Wichmann                     | Deutschland                   | 46     |
| 20   | Peter Adeberg                     | Deutschland                   | 34     |
| 22   | Roland Brunner                    | Österreich                    | 30     |

#### 1.000 Meter
(Endstand: Nach 6 Rennen)
| Rang | Name              | Land                          | Punkte |
| ---- | ----------------- | ----------------------------- | ------ |
| 1    | Igor Schelesowski | Sowjetunion / ab 1992 Belarus | 100    |
| 2    | Toshiyuki Kuroiwa | Japan                         | 97     |
| 3    | Yasunori Miyabe   | Japan                         | 81     |
| 4    | Dan Jansen        | Vereinigte Staaten            | 78     |
| 5    | Eric Flaim        | Vereinigte Staaten            | 77     |
| 6    | Gerard van Velde  | Niederlande                   | 71     |
| 7    | Nick Thometz      | Vereinigte Staaten            | 70     |
| 8    | Olaf Zinke        | Deutschland                   | 63     |
| 9    | Peter Adeberg     | Deutschland                   | 60     |
| 10   | Yuji Fujimoto     | Japan                         | 49     |
|      |                   |                               |        |
| 13   | Roland Brunner    | Österreich                    | 41     |
| 16   | Uwe-Jens Mey      | Deutschland                   | 30     |
| 21   | Jörg Wichmann     | Deutschland                   | 18     |

#### 1.500 Meter
(Endstand: Nach 5 Rennen)
| Rang | Name                          | Land                           | Punkte |
| ---- | ----------------------------- | ------------------------------ | ------ |
| 1    | Falko Zandstra                | Niederlande                    | 94     |
| 2    | Johann Olav Koss              | Norwegen                       | 85     |
| 3    | Peter Adeberg                 | Deutschland                    | 77     |
| 4    | Rintje Ritsma                 | Niederlande                    | 76     |
| 5    | Ådne Søndrål                  | Norwegen                       | 74     |
| 6    | Roberto Sighel                | Italien                        | 56     |
| 7    | Olaf Zinke Michael Hadschieff | Deutschland Österreich         | 49     |
| 9    | Eric Flaim Markus Tröger      | Vereinigte Staaten Deutschland | 40     |
|      |                               |                                |        |
| 16   | Zsolt Zakarias                | Österreich                     | 28     |
| 28   | Michael Spielmann             | Deutschland                    | 5      |
| 30   | Hubert Kreutz                 | Österreich                     | 4      |

#### 5.000/10.000 Meter
(Endstand: Nach 7 Rennen)
| Rang | Name                          | Land                   | Punkte |
| ---- | ----------------------------- | ---------------------- | ------ |
| 1    | Geir Karlstad                 | Norwegen               | 126    |
| 2    | Johann Olav Koss              | Norwegen               | 118    |
| 3    | Falko Zandstra                | Niederlande            | 114    |
| 4    | Bart Veldkamp                 | Niederlande            | 110    |
| 5    | Thomas Bos                    | Niederlande            | 108    |
| 6    | Kazuhiro Satō                 | Japan                  | 93     |
| 7    | Per Bengtsson                 | Schweden               | 78     |
| 8    | Markus Tröger                 | Deutschland            | 77     |
| 9    | Michael Hadschieff            | Österreich             | 62     |
| 10   | Jaromir Radke                 | Polen                  | 52     |
|      |                               |                        |        |
| 11   | Rudolf Jeklic                 | Deutschland            | 47     |
| 17   | Frank Dittrich                | Deutschland            | 30     |
| 25   | Zsolt Zakarias                | Österreich             | 8      |
| 27   | Rene Flade Roland Niedermayer | Deutschland Österreich | 5      |
| 30   | Christian Eminger             | Österreich             | 4      |

## Gesamt
- Platz: Gibt die Reihenfolge der Athleten wieder. Diese wird durch die Anzahl der Weltcupsiege bestimmt. Bei gleicher Anzahl werden die 2. Platzierungen verglichen, danach die 3. Platzierungen
- Name: Nennt den Namen des Athleten
- Land: Nennt das Land, für das der Athlet startete
- Siege: Nennt die Anzahl der Weltcupsiege
- 2. Plätze: Nennt die Anzahl der errungenen 2. Plätze
- 3. Plätze: Nennt die Anzahl der errungenen 3. Plätze
- Gesamt: Nennt die Anzahl aller gewonnenen Medaillen

### Top Ten
Die Top Ten zeigt die zehn erfolgreichsten Sportler/-innen des Eisschnelllauf-Weltcups 1991/92.
| Platz | Name              | Land                          | Siege | 2. Plätze | 3. Plätze | Gesamt |
| ----- | ----------------- | ----------------------------- | ----- | --------- | --------- | ------ |
| 1.    | Bonnie Blair      | Vereinigte Staaten            | 9     | 1         | 0         | 10     |
| 2.    | Gunda Niemann     | Deutschland                   | 8     | 1         | 0         | 9      |
| 3.    | Dan Jansen        | Vereinigte Staaten            | 5     | 4         | 1         | 10     |
| 4.    | Igor Schelesowski | Sowjetunion / ab 1992 Belarus | 5     | 0         | 1         | 6      |
| 5.    | Uwe-Jens Mey      | Deutschland                   | 4     | 2         | 1         | 7      |
| 6.    | Emese Hunyady     | Österreich                    | 3     | 4         | 2         | 9      |
| 7.    | Ye Qiaobo         | Volksrepublik China           | 2     | 4         | 0         | 6      |
| 8.    | Johann Olav Koss  | Norwegen                      | 2     | 3         | 2         | 7      |
| 9.    | Falko Zandstra    | Niederlande                   | 2     | 3         | 1         | 6      |
| 10.   | Yasunori Miyabe   | Japan                         | 2     | 2         | 3         | 7      |

### Frauen
| Platz | Name                 | Land                | Siege | 2. Plätze | 3. Plätze | Gesamt |
| ----- | -------------------- | ------------------- | ----- | --------- | --------- | ------ |
| 1.    | Bonnie Blair         | Vereinigte Staaten  | 9     | 1         | 0         | 10     |
| 2.    | Gunda Niemann        | Deutschland         | 8     | 1         | 0         | 9      |
| 3.    | Emese Hunyady        | Österreich          | 3     | 4         | 2         | 9      |
| 4.    | Ye Qiaobo            | Volksrepublik China | 2     | 4         | 0         | 6      |
| 5.    | Christine Aaftink    | Niederlande         | 0     | 4         | 1         | 5      |
| 6.    | Heike Warnicke       | Deutschland         | 0     | 2         | 3         | 5      |
| 7.    | Monique Garbrecht    | Deutschland         | 0     | 2         | 3         | 5      |
| 8.    | Carla Zijlstra       | Niederlande         | 0     | 1         | 1         | 2      |
| 9.    | Claudia Pechstein    | Deutschland         | 0     | 1         | 0         | 1      |
| 9.    | Lia van Schie        | Niederlande         | 0     | 1         | 0         | 1      |
| 9.    | Sandra Voetelink     | Niederlande         | 0     | 1         | 0         | 1      |
| 12.   | Angela Hauck         | Deutschland         | 0     | 0         | 4         | 4      |
| 13.   | Anke Baier           | Deutschland         | 0     | 0         | 2         | 2      |
| 13.   | Emese Dörfler-Antal  | Österreich          | 0     | 0         | 2         | 2      |
| 15.   | Christa Luding       | Deutschland         | 0     | 0         | 1         | 1      |
| 15.   | Edel Therese Høiseth | Norwegen            | 0     | 0         | 1         | 1      |
| 15.   | Else Ragni Yttredal  | Norwegen            | 0     | 0         | 1         | 1      |
| 15.   | Jacqueline Börner    | Deutschland         | 0     | 0         | 1         | 1      |

### Männer
| Platz | Name               | Land                          | Siege | 2. Plätze | 3. Plätze | Gesamt |
| ----- | ------------------ | ----------------------------- | ----- | --------- | --------- | ------ |
| 1.    | Dan Jansen         | Vereinigte Staaten            | 5     | 4         | 1         | 10     |
| 2.    | Igor Schelesowski  | Sowjetunion / ab 1992 Belarus | 5     | 0         | 1         | 6      |
| 3.    | Uwe-Jens Mey       | Deutschland                   | 4     | 2         | 1         | 7      |
| 4.    | Johann Olav Koss   | Norwegen                      | 2     | 3         | 2         | 7      |
| 5.    | Falko Zandstra     | Niederlande                   | 2     | 3         | 1         | 6      |
| 6.    | Yasunori Miyabe    | Japan                         | 2     | 2         | 3         | 7      |
| 7.    | Geir Karlstad      | Norwegen                      | 2     | 1         | 2         | 5      |
| 8.    | Rintje Ritsma      | Niederlande                   | 2     | 1         | 0         | 3      |
| 9.    | Bart Veldkamp      | Niederlande                   | 1     | 2         | 2         | 5      |
| 10.   | Peter Adeberg      | Deutschland                   | 1     | 0         | 2         | 3      |
| 11.   | Thomas Bos         | Niederlande                   | 1     | 0         | 1         | 2      |
| 12.   | Eric Flaim         | Vereinigte Staaten            | 1     | 0         | 0         | 1      |
| 12.   | Robert Vunderink   | Niederlande                   | 1     | 0         | 0         | 1      |
| 14.   | Toshiyuki Kuroiwa  | Japan                         | 0     | 5         | 5         | 10     |
| 15.   | Ådne Søndrål       | Norwegen                      | 0     | 1         | 1         | 2      |
| 16.   | Andrei Bachwalow   | Sowjetunion                   | 0     | 1         | 0         | 1      |
| 16.   | Kazuhiro Satō      | Japan                         | 0     | 1         | 0         | 1      |
| 16.   | Yuji Fujimoto      | Japan                         | 0     | 1         | 0         | 1      |
| 19.   | Masahiro Yuki      | Japan                         | 0     | 0         | 2         | 2      |
| 20.   | Arjan Schreuder    | Niederlande                   | 0     | 0         | 1         | 1      |
| 20.   | Nick Thometz       | Vereinigte Staaten            | 0     | 0         | 1         | 1      |
| 20.   | Michael Hadschieff | Österreich                    | 0     | 0         | 1         | 1      |
| 20.   | Yukinori Miyabe    | Japan                         | 0     | 0         | 1         | 1      |

### Nationenwertung
Die Nationenwertung zeigt die erfolgreichsten Nationen (Sportler/-innen) des Eisschnelllauf-Weltcups 1991/92.
| Platz | Land                | Siege | 2. Plätze | 3. Plätze | Gesamt |
| ----- | ------------------- | ----- | --------- | --------- | ------ |
| 1.    | Vereinigte Staaten  | 15    | 5         | 2         | 22     |
| 2.    | Deutschland         | 13    | 8         | 17        | 38     |
| 3.    | Niederlande         | 7     | 13        | 7         | 27     |
| 4.    | Belarus 1           | 3     | 0         | 0         | 3      |
| 5.    | Sowjetunion 1       | 2     | 1         | 1         | 4      |
| 6.    | Norwegen            | 4     | 5         | 7         | 16     |
| 7.    | Österreich          | 3     | 4         | 5         | 12     |
| 8.    | Japan               | 2     | 9         | 11        | 22     |
| 9.    | Volksrepublik China | 2     | 4         | 0         | 6      |

1 Igor Schelesowski startete 1991 für die  Sowjetunion (G-S-B = 2-0-1) und ab 1992 für  Belarus (G-S-B = 3-0-0).